# Binevoitoarele
Binevoitoarele (în franceză Les Bienveillantes) este un roman al scriitorului franco-american Jonathan Littell, apărut în 2006. Este creat sub forma memoriilor unui personaj fictiv, Maximilian Aue, care a participat ca ofițer SS la crimele de război, crimele împotriva umanității și genocidul comise de naziști în timpul celui de-al Doilea Război Mondial.
Înainte de acest roman, Littell a mai scris o singură carte, în limba engleză, un mic roman științifico-fantastic apărut în SUA în 1989, pe care autorul îl consideră neînsemnat. După aceea a câștigat o oarecare experiență literară făcând traduceri în engleză din scriitori francezi, dintre care s-au publicat foarte puține. Adevăratul său debut literar este cu Binevoitoarele, scris în franceză. O primă variantă a romanului scris-o în 2001, în numai patru luni, dar în total a lucrat la el, pentru a-l finisa, timp de cinci ani, rezultând un volum de peste 900 de pagini.
Cartea a fost una din principalele opere literare apărute în 2006 în Franța, cu un mare succes de public. A fost tradusă în numeroase limbi și primită cu un interes deosebit de către intelectuali din mai multe domenii umaniste, având parte de critici de la total favorabile la total defavorabile.

## Geneza romanului
Pe scriitor au început să-l intereseze chestiunile reflectate în roman atunci când, la vârsta de 22 de ani, a văzut fotografia șocantă a unei partizane ruse, Zoia Kosmodemianskaia⁠(d), făcută de naziști după ce au spânzurat-o. Începând cu 1994, Littell a participat la acțiuni umanitare în Bosnia, Cecenia, Afganistan, Congo și Ruanda, constatând aspecte ale răului care se manifestă în războaie, inclusiv genocidul. În 2001 s-a retras din activitatea umanitară și a început să se documenteze pentru Binevoitoarele, muncă ce a durat peste un an și jumătate. A căutat martori și supraviețuitori ai războiului și ai masacrelor în Germania, Polonia, Rusia, Ucraina și țările caucaziene, a studiat peste 200 de lucrări despre Germania nazistă și frontul de est, precum și despre Holocaust, ca The Destruction of the European Jews (Distrugerea evreilor europeni) de Raul Hilberg și Les jours de notre mort (Zilele morții noastre) de David Rousset⁠(d). S-a inspirat și din lucrări mai generale, ca Despre totalitarism, de Hannah Arendt. Un impuls deosebit i-a dat filmul Shoah al lui Claude Lanzmann, printre altele prin reflectarea în acesta a birocrației genocidului.
Pe autor îl interesează problema criminalului și a crimei săvârșite de stat care, după părerea sa, sunt mereu actuale. Consideră că nu există individ rău în sine, dar poate deveni criminal într-un anumit context, atunci când din punctul de vedere al masei de oameni din care face parte sau al statului, ceea ce face ca criminal este bine. Littell crede și despre el însuși că ar fi putut deveni participant la răul colectiv, dacă s-ar fi născut german în 1913 sau dacă nu ar fi fost prea tânăr ca să fie trimis să lupte în războiul din Vietnam. Vrea să pătrundă în gândirea criminalului, pentru că acesta este mai greu de înțeles decât victima. Acesta este motivul principal pentru care personajul se exprimă la persoana I. Prin acest procedeu, scriitorul vrea să lămurească cum ajunge un individ să fie criminal. Tot prin acesta, scriitorul caută să mențină unitatea romanului, care conține o cantitate foarte mare de fapte provenind din documentele studiate.
Littell este influențat de concepția morală a grecilor antici despre crimă. În această concepție nu contează ce a determinat criminalul să o comită, dacă a comis-o intenționat sau fără voie, ci numai faptul că a comis-o. Astfel, romanul nu este despre vinovăție sau nevinovăție, nici despre dreptate, ci numai despre cum devine un individ criminal.

## Rezumat
Romanul este constituit din relatarea retrospectivă la persoana I a lui Maximilian Aue care, cu mai multe decenii mai târziu, se apleacă asupra unei perioade cruciale din viața lui, între vârsta de 25 și cea de 30 de ani, când a participat ca ofițer SS la masacrele de masă de pe teritoriile ocupate la est de către Germania nazistă, apoi în aparatul birocratic al Holocaustului.
Relatarea urmează cronologia evenimentelor de pe front (masacrele comise de Einsatzgruppen în 1941, bătălia de la Stalingrad), apoi evenimentele legate de lagărele de exterminare, în final căderea Berlinului în 1945. Această cronologie este întreruptă de reveniri la anii copilăriei și adolescenței.
Cartea este împărțită în șapte părți care evocă tipuri de piese muzicale pentru clavecin ale lui Jean-Philippe Rameau, compozitor apreciat de narator.

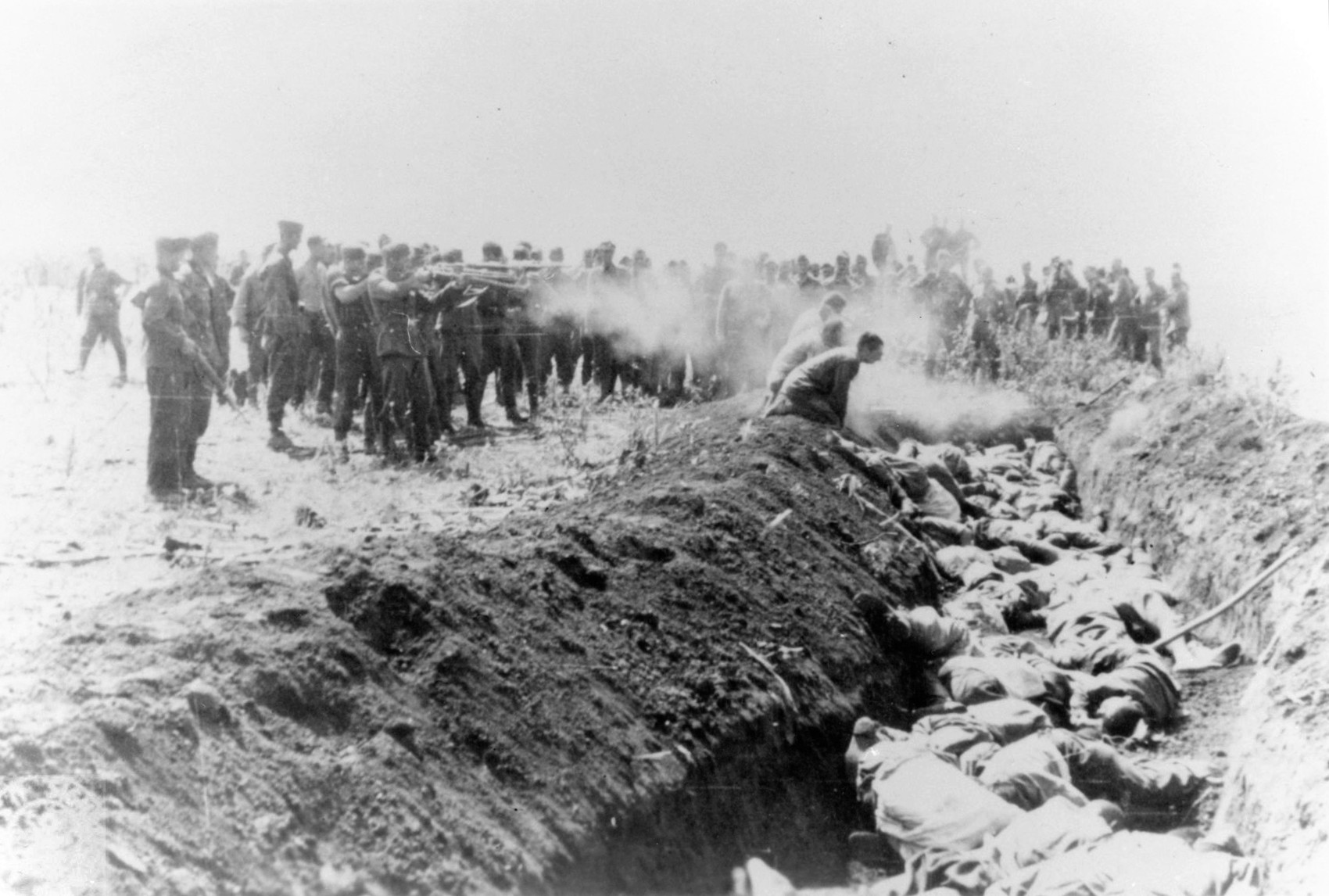
Masacru comis de o Einsatzgruppe în 1941.

- Partea întâi, întitulată „Toccată”, constituie un fel de prolog faustian care expune proiectul naratorului de a-și relata istoria. Nu își face procese de conștiință, nu caută să se justifice, nici să dea seamă. Insistă asupra ideii că criminalul este un om ca oricare altul și afirmă că istoria lui poate fi cea a oricui. Atunci când își scrie memoriile, în anii 1970, trăiește cu identitate falsă ca francez, cunoscând foarte bine franceza ca fost student în Franța. Este directorul unei fabrici de dantele undeva în nordul Franței, cu o viață așezată, căsătorit, având doi copii gemeni.
- În partea a doua, „Alemandă⁠(d) I și II”, naratorul descrie masacrarea evreilor și a membrilor partidului comunist în spatele frontului, din Crimeea până în Caucaz, printre care pe cel de la Babi Iar din Kiev. El era membru al unei Einsatzgruppe, unități care au participat cel mai activ la aceste masacre. La sfârșitul acestei părți, Aue este trimis la Stalingrad aproape de sfârșitul bătăliei de acolo, ca sancțiune pentru că a avut o divergență de păreri cu superiori ai lui despre statutul de evrei sau nu a etniei din Caucaz numită evrei montani.
- Partea a treia, „Curantă⁠(d)”, este consacrată bătăliei de la Stalingrad, în care Aue este grav rănit la cap, dar scapă cu viață în mod miraculos.

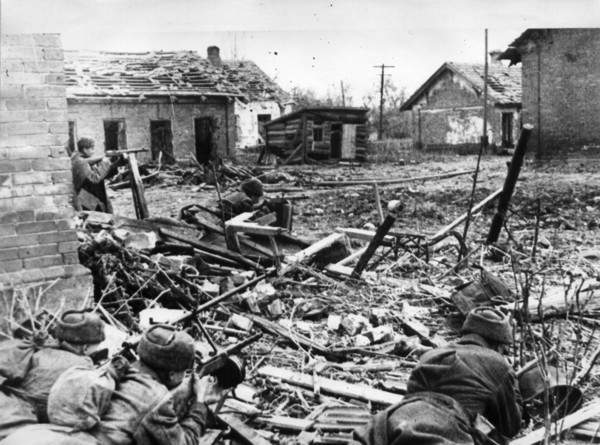
O scenă a bătăliei de la Stalingrad.

- În partea a patra, „Sarabandă⁠(d)”, Aue este convalescent la Berlin și în continuarea concediului merge în Franța ocupată, la Antibes, unde locuiește mama lui cu soțul ei. Într-o dimineață, Aue îi vede asasinați și se întoarce imediat la Berlin.
- Partea a cincea, „Menuet (în rondouri)” este cea mai lungă. Aue primește un post în ministerul de interne condus de Heinrich Himmler. Descrie birocrația așa-numitei „soluții finale a problemei evreiești” și constată ce se întâmplă în lagărele de exterminare. Este de partea lui Albert Speer, ministrul înarmării, care cere folosirea „rațională” a deținuților acestora în industria de război, contrar ideii de exterminare directă, predominantă în SS. În acest timp, doi polițiști de la Kriminalpolizei⁠(d) (Kripo), poliția care se ocupa de delictele de drept comun, însărcinați cu cazul dublei omucideri de la Antibes, îl bănuiesc pe Aue și îl urmăresc.

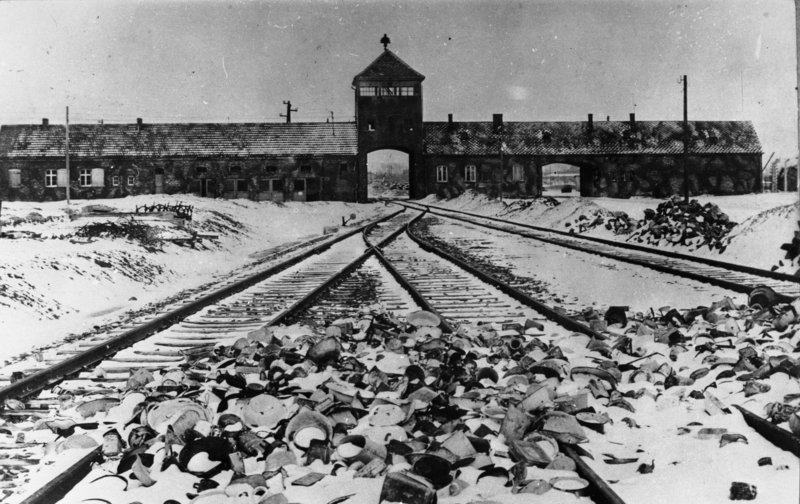
Poartă a lagărului de la Auschwitz la 27 ianuarie 1945.

- Partea a șasea, „Arie”, pune în scenă șederea lui Aue în casa părăsită a surorii sale și a soțului acesteia din Pomerania. Este o parte onirică a romanului, în care se dezvăluie și obsesiile sexuale ale naratorului. Și acolo îl caută cei doi polițiști, dar nu-l găsesc.
- În ultima parte, „Gigă⁠(d)”, armata sovietică înaintează în Pomerania și Aue rămâne în spatele frontului ei, împreună cu prietenul său, Thomas, care venise să-l ia de acolo. Ei reușesc să treacă prin teritoriul ocupat și peste linia frontului. În Berlinul deja asediat, Aue este decorat de însuși Hitler, în buncărul acestuia, dar, parcă într-o stare momentană de inconștiență, îl mușcă de nas pe Hitler și este arestat. În timp ce este transportat la locul execuției, mașina este lovită de un obuz și el scapă, apoi se ascunde prin tunelurile metroului. Cei doi polițiști dau de el aici, hotărâți să-l execute. Unul dintre ei este ucis de soldați sovietici care înaintează prin tuneluri. Aue scapă din nou și ajunge în grădina zoologică distrusă, unde se găsește față în față cu polițistul rămas în viață. Apare Thomas, care îl ucide pe polițist. Are la el actele unui francez care fusese în Germania în Serviciul de Muncă Obligatorie⁠(d) și poartă hainele lui. Aue își omoară prietenul pentru aceste acte, cu care ajunge în Franța.

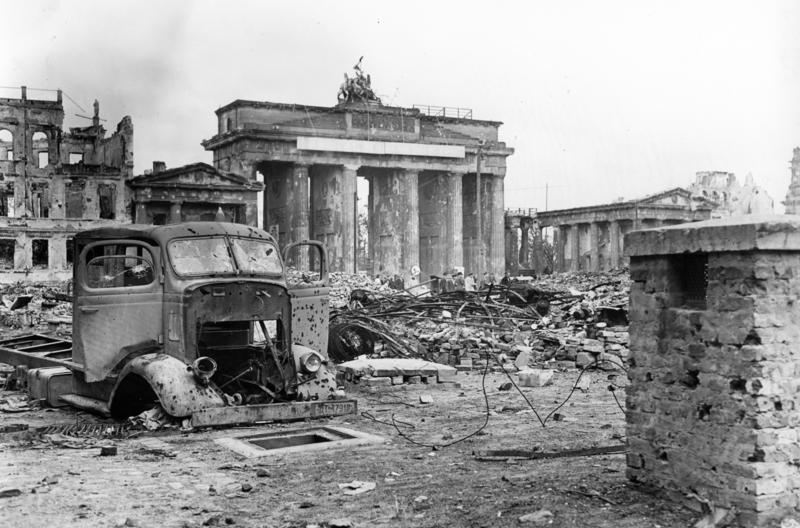
Poarta Brandenburg din Berlin în iunie 1945

## Personaje

### Personaje fictive

#### Maximilian Aue
Aue este fiul unei franțuzoaice din Alsacia și al unui german. Acesta dispare fără urmă în 1921, iar mama lui Aue se recăsătorește cu un francez. Își petrece copilăria în Germania și adolescența în Franța. Începe studii universitare la Paris, la École libre des sciences politiques (Școala Liberă de Științe politice), și le continuă în Germania, la Universitatea Humboldt din Berlin, apoi la Institutul de Economie Mondială din Kiel⁠(d). Devine un intelectual cult, vorbește curent franceza, cunoaște greaca veche și latina, este amator de muzică clasică. Fiind naționalist, ca tatăl lui, apoi nazist convins, intră în SS în timpul studenției. În timpul războiului ajunge până la gradul de Obersturmbannführer (echivalent cu cel de locotenent-colonel în armată), în Sicherheitsdienst (SD), agenția de informații a SS-ului.

##### Trăsături ale personajului
Tatăl lui Aue a dispărut când acesta era copil, dar și ca adult îl idealizează și îl venerează. Felul în care vorbește personajul Mandelbrod despre naționalismul și curajul tatălui îl influențează pe Aue să devină nazist. Felul în care se raportează la tatăl lui este unul din motivele pentru care îl urăște pe cumnatul său, care l-a cunoscut pe tatăl lui Aue și se exprimă negativ despre el.
Aue își urăște și mama, pe care o face vinovată de dispariția tatălui și o condamnă pentru că s-a recăsătorit. Pare-se că i-a omorât pe ea și pe soțul ei fără să-și dea seama, poate într-un moment de inconștiență provocat de rana gravă la cap pe care a avut-o la Stalingrad. În orice caz, nu-și amintește de o asemenea faptă.
Singura ființă pe care o iubește Aue este sora lui geamănă, Una, cu care a avut relații incestuoase spre sfârșitul copilăriei. Nu o poate ierta că s-a căsătorit și s-a îndepărtat de el, dar ea continuă să fie mereu prezentă în fantasmele lui sexuale.
Aue are relații homosexuale fără să aibă afecțiune pentru niciunul din partenerii lui. După criticul Claire Devarrieux, sora lui fiindu-i interzisă, se pune în locul ei, parcă vrând să fie femeie.
Aue nu apare ca un sadic și nici ca un carierist. El și-a însușit cu convingere deologia nazistă, care include și ideea că unele categorii de oameni trebuie să dispară, printre care evreii, dar nu este un antisemit visceral. Are simțul datoriei și al supunerii la ordinele superiorilor, dar este pentru aplicarea „rațională” a ideologiei. Nu este pentru exterminare pur și simplu, ci pentru folosirea la maximum înainte de aceasta a forței de muncă a deținuților în folosul efortului de război al Germaniei. Pe de altă parte, dacă este vorba de exterminare, crede că aceasta trebuie să se facă în mod „eficient”, fără sadism și fără să-i afecteze psihic pe subordonații care trebuie să o efectueze. Își recunoaște responsabilitatea ca participant la crimele naziste, deși este mai mult un observator, trimițând rapoarte superiorilor. Nu ucide personal în timpul masacrelor, ci numai în mod excepțional, pentru a scurta agonia vreunei victime. Totuși, până la urmă comite câteva omucideri și în afara acestora, poate pentru că crima se banalizează pentru el, sau poate drept consecință a eventualei leziuni a creierului său. Nu are niciodată remușcări, inclusiv după război crede că și-a făcut datoria în timpul acestuia, îndeplinind o sarcină grea și neplăcută. Singurele urmări pe care par să le aibă asupra lui cele trăite și faptele sale sunt simptome psihosomatice⁠(d) frecvente, ca amețelile, vărsăturile și diareea.

#### Familia lui Aue
Una Aue / von Üxküll, sora geamănă a lui Aue apare rar în acțiunea romanului, dar constant în gândurile și fantasmele sexuale ale fratelui său. Nu împărtășește venerația lui Aue pentru tatăl lor și ura lui pentru mama lor, precum nici convingerile naziste ale fratelui ei. Pentru ea, jocurile lor incestuoase sunt un capitol încheiat demult și se îndepărtează de acesta. Nu se știe care este soarta ei la sfârșitul războiului.
Bernd von Üxküll, soțul Unei, este un aristocrat prusac din Pomerania. A luptat în Primul Război Mondial și după acesta a fost membru în Freikorps⁠(d), grupare paramilitară de extremă dreaptă din Germania de după acest război, împreună cu tatăl lui Aue, a fost rănit și a devenit paraplegic⁠(d). Deși naționalist și antisemit, este tacit împotriva nazismului. În calitate de compozitor refuză să intre în uniunea oficială a muzicienilor. De asemenea nu se știe nimic despre el după război.
Héloïse Aue, recăsătorită Moreau este mama lui Aue. Nici ea nu este de acord cu convingerile fiului ei. Este asasinată în 1943. Nu se află cine este ucigașul, dar bănuielile se îndreaptă către Aue.
Aristide Moreau este tatăl vitreg al lui Aue. Pare să aibă legături cu Rezistența franceză. Este asasinat împreună cu soția lui, Héloïse.
Tristan și Orlando sunt copiii gemeni ai Unei, crescuți de cuplul Moreau. S-ar putea înțelege din roman că tatăl lor ar fi Aue.

#### Alte personaje fictive
Thomas Hauser este prietenul lui Aue, care apare deseori în roman. A studiat și el în Franța, este doctor în drept, cult și poliglot. A făcut carieră în SS, fiind abil în relațiile cu oamenii și știind să interpreteze ordinele superiorilor. Este un iubitor de lux și un seducător. Îl ajută pe Aue să-și înceapă cariera și să înainteze în ea, îi face cunoscute rotițele birocrației naziste, îi salvează viața de mai multe ori. Este ucis de Aue la sfârșitul romanului.
Hélène Anders este o tânără văduvă de război, care îl cunoaște pe Aue prin Hauser. Are o atracție față de Aue, care o respinge, chiar o șochează vorbindu-i despre ororile războiului la care a participat ca și Aue. Totuși îl întreabă printr-o scrisoare dacă vrea să o ia de soție. Nu se știe mai mult despre soarta ei.
Dr. Mandelbrod i-a cunoscut pe bunicul lui Aue și pe tatăl acestuia, despre care este singurul care vorbește elogios. Este un protector cu relații sus-puse al lui Aue, l-a îndemnat să studieze, i-a rezolvat intrarea în SS, îl ajută să intre în statul major al lui Himmler. La sfârșitul romanului se pregătește să-și ofere serviciile sovieticilor.
Weser și Clemens sunt comisari de poliție care îl urmăresc pe Aue, bănuindu-l de crima de la Antibes. Aue cere superiorilor lui să împiedice urmărirea, dar polițiștii consideră că justiția statului nu este adevărata justiție, ci numai ei o reprezintă pe aceasta. De aceea caută să-l lichideze până și în Berlinul gata să cadă.
Dr. Hohenegg este un prieten al lui Aue, medic care se ocupă de nutriție și de condițiile de viață ale soldaților și ale deținuților din lagăre. Scapă amândoi din Stalingrad și Hohenegg este cel care îl salvează pe Aue cerând medicilor să-l opereze, deși aceștia cred că este oricum pierdut.

### Personaje reale
Aue intră în contact cu numeroase persoane din ierarhia nazistă, precum Martin Bormann, Reinhard Heydrich, Heinrich Himmler, Ernst Kaltenbrunner, Heinrich Müller, Albert Speer, Adolf Eichmann, însuși Adolf Hitler, precum și cu Rudolf Höss, comandantul lagărului de la Auschwitz, dr. Josef Mengele de la același lagăr etc. Cunoaște și scriitori colaboraționiști francezi ai naziștior, ca Robert Brasillach⁠(d) și Lucien Rebatet⁠(d).
Apar în carte și scriitori cu care Aue nu este în contact: Ernst Jünger, Charles Maurras⁠(d) și Louis-Ferdinand Céline.
Aue pomenește și de istoricii Alan Bullock⁠(d), Raul Hilberg și Hugh Trevor-Roper⁠(d).

## Aspecte formale
În ceea ce privește stilul narativ, în roman se exprimă la persoana I naratorul, scopul autorului fiind ca cititorul să înțeleagă cum devine un individ un asemenea criminal, în ciuda calităților sale intelectuale. Criticul Dominique Viart amintește că nu este un procedeu obișnuit în literatură să se dea cuvântul unui astfel de individ, dar există precedente. Astfel este, de pildă, La mort est mon métier (Moartea e meseria mea) (1952), de Robert Merle, în care se exprimă un personaj inspirat de Rudolf Höss.
În afară de partea întâi, din care se află situația naratorului după război și motivația lui de a-și scrie memoriile, celelalte părți se desfășoară cronologic, de la atacarea Uniunii Sovietice în iunie 1941 până la luptele din Berlin în mai 1945, în afară de flashbackuri. Lungimea părților este foarte inegală, două fiind cele mai lungi, una cu Aue pe front și una cu activitatea lui la ministerul de interne.
În opinia criticului Étienne de Montety, denumirile de piese muzicale care constituie titlurile părților romanului semnifică diferitele ritmuri imprimate acțiunii în părțile respective.
Există contraste mari între unele părți ale romanului. Descrierea luptelor și a masacrelor este dură, dar sunt și descrieri ale orașelor și satelor, ale pământului și cerului, unele chiar poetice. Alte părți țin de filosofie, istoriografie, economie politică sau semiologie. Există și unele părți cu caracter de pamflet și altele cu caracter de roman polițist. Față de părți scrise cu obiectivitatea autorului, sunt altele ce reflectă subiectivitatea naratorului, anume cele despre familia lui și sexualitatea lui, aceasta fiind descrisă într-un mod foarte crud. Unele părți sunt onirice, ca cea de după rănirea naratorului la Stalingrad sau partea „Arie”, cu obsesiile lui Aue. Nu lipsesc nici elemente grotești, ca cele legate de cei doi polițiști care parcă ar fi prezenți peste tot în urma lui Aue, până și în situații dintre cele mai absurde.

## Influențe literare
Structura fundamentală a romanului se inspiră din trilogia dramatică Orestia de Eschil. Și titlul Binevoitoarele face referire la aceasta, ca traducere a titlului Eumenidele al părții a treia a trilogiei. Există corespondențe între personaje și fapte pe de o parte din Orestia, pe de altă parte din roman:
- Aue – Oreste;
- Una, sora lui Aue – Electra, sora lui Oreste;
- Thomas, prietenul lui Aue – Pilade⁠(d), prietenul lui Oreste;
- tatăl lui Aue – Agamemnon;
- mama lui Aue – Clitemnestra, mama lui Oreste;
- al doilea soț al mamei lui Aue – Egist;
- eventualul paricid al lui Aue – paricidul lui Oreste;
- cei doi polițiști care îl urmăresc pe Aue – Eriniile, zeițe răzbunătoare care îl persecută pe Oreste;
- eliminarea polițiștilor, Aue rămânând astfel nepedepsit – transformarea Eriniilor în Eumenide (Binevoitoare) față de Oreste.

Georges Nivat, specialist în rusistică, atrage atenția asupra faptului că Littell cunoaște bine literatura rusă, și face unele apropieri dintre aceasta și Binevoitoarele. Astfel, descrierea bătăliei de la Stalingrad amintește de cea din romanul Viață și destin al lui Vasili Grossman. De asemenea, dialogul dintre Aue și un comisar politic sovietic prizonier seamănă cu cel din același roman de Grossman, dintre comandantul unui lagăr nazist și un deținut comunist rus despre cele două sisteme totalitare pe care le reprezintă. Nivat găsește asemănări și între Aue și Stavroghin din romanul Demonii de Feodor Dostoievski.

## Recepția romanului
Binevoitoarele a fost primit cu mult interes de publicul cititor din Franța, unde până în 2021 fuseseră vândute circa 618.000 de exemplare din ediția de bază.
În anul apariției, 2006, romanul a fost distins cu cele mai prestigioase premii literare din Franța:
- 26 octombrie – Marele premiu pentru roman al Academiei Franceze;
- 6 noiembrie – Premiul Goncourt.

În același an, cartea a ieșit pe locul I în clasamentul revistei Lire al celor mai bune cărți ale anului.
Datorită acestui succes, Littell a primit în sfârșit cetățenia franceză, pe care o ceruse de două ori fără succes, în februarie și în mai 2006.
În schimb în SUA, unde traducerea cărții a apărut în 2009, în cinci luni de la apariție au fost vândute numai 17.000 de exemplare.
Revista Literary Review din Anglia a acordat romanului tradus în engleză un premiu parodic, Bad Sex in Fiction Award (Premiul pentru sex de proastă calitate în beletristică).
În afară de engleză, romanul a fost tradus în 18 limbi, printre care și româna: Binevoitoarele, traducere de Vasile Savin, București, RAO, colecția RAO Class, 2009, ISBN 978-973-103-833-9.
În 2009, ediția în limba greacă a primit Premiul Atena pentru literatură.

### Adaptări
- În iulie 2009, la Festivalul de la Avignon s-a prezentat spectacolul (A)pollonia al regizorului polonez Krzysztof Warlikowski⁠(d), cu fragmente din roman, împreună cu texte ale altor scriitori[18].
- În 2019 a avut loc la Antwerpen premiera operei compozitorului catalan Hèctor Parra Esteve⁠(d), cu libretul în limba germană după roman al lui Händl Klaus⁠(d)[19].

### Critici
Binevoitoarele a fost comentat de mulți critici literari, romancieri, istorici, filosofi, oameni politici etc. S-au scris recenzii despre roman și interviuri cu scriitorul în presa cotidiană și săptămânală, dar li s-au consacrat și studii mai ample în reviste intelectuale prestigioase, simpozioane universitare, volume personale sau colective de studii. A fost considerat „un fenomen literar și istoric extraordinar”, ba chiar „un succes de librărie care devine un fenomen de societate”, dar unii l-au judecat drept o carte scandaloasă, dăunătoare, care ar trebui boicotată.

#### Critici pozitive
În primul rând a fost remarcată amploarea și valoarea documentației care stă la baza romanului, de exemplu de către istoricul Jean Solchany sau de către Claude Lanzmann, care apreciază și exactitatea reflectării faptelor istorice, deși are și aprecieri negative despre roman. Pentru scriitorul anglo-american Michael Korda de asemenea, cercetarea care a precedat scrierea romanului este excelentă.
Mai mulți critici apreciază faptul că, deși nu este o operă istoriografică, romanul contribuie la înțelegerea faptelor istorice reflectate. Jean Solchany consideră că nicio operă literară nu a reușit până la acest roman să-l facă pe cititor să pătrundă ceea ce a condus la Holocaust, diferitele sale forme și mecanismele sale acționate de aparatul birocratic nazist. Pentru scriitorul Jorge Semprún, care a fost deținut în lagărul de concentrare Buchenwald, cartea este cea mai însemnată operă de referință despre Holocaust pentru generațiile viitoare. După istoricul britanic Antony Beevor de asemenea, romanul este una dintre cele cinci cărți de ficțiune de vârf despre al Doilea Război mondial, la care, consideră el, cititorii și cărturarii se vor referi timp de mai multe decenii.
Criticul Jérôme Garcin este entuziasmat de măiestria scriiturii, iar Jean Solchany laudă forța stilului de care dă dovadă autorul. Unii critici compară romanul cu Război și pace al lui Lev Tolstoi din punctul de vedere al proiectului ambițios pe care îl reprezintă cele două romane. Într-adevăr, romanul lui Littell acoperă toată istoria frontului de est al războiului cu un suflu rar în romanul contemporan, după părerea criticului Samuel Blumenfeld, ceea ce, pe lângă celelalte calități, este uimitor pentru un debutant în literatură.
Din punct de vedere moral, criticul Nathalie Crom afirmă că Littell dă dovadă în roman de „o grijă etică omniprezentă”, subliniind aspectul, după părerea ei sănătos din punct de vedere moral și ideologic al unui roman care evită indulgența față de monștri și fascinația estetică față de rău, și provoacă emoție prin prezentarea ororii și a suferințelor. După Jean Solchany de asemenea, scriitorul nu manifestă nicio fascinație față de oroare, ci o descrie realizând un impact deosebit asupra cititorului.

#### Critici negative
Aproape fiecare aspect al romanului apreciat pozitiv are parte și de o critică negativă.
Din punct de vedere istoric, criticul german Tilman Krause consideră că evocarea în roman a întregii epoci a Germaniei naziste este total lipsită de realitate, îndeosebi în ceea ce privește situațiile cotidiene. Și criticul britanic Charles Bremner afirmă că romanul este „plin de erori și anacronisme privind cultura germană din timpul războiului”. După alți critici, nici personajul Aue nu este credibil din punct vedere istoric, de exemplu după istoricul franco-german Peter Schöttler, raportul său cu limba și cultura germană, chiar și cu mentalitatea nazistă fiind total abstract.
Unii critici subliniază că nici din alte puncte de vedere, personajul nu este credibil:
- Acumulează prea multe particularități (homosexualitate, incest etc.) pentru un singur om[34].
- Parcă ar fi un student francez din Cartierul Latin cu modul în care filozofează, și nu un ofițer SS, dar neverosimil și în această calitate, fiind prea puțin zelos să aplice politicile genocidare ale statului ca să fie tolerat de conducerea SS-ului[35].
- Este criminal și martor în același timp, și pe deasupra foarte volubil, etalându-și amintirile pe 900 de pagini, or executanții Holocaustului pretindeau că nu-și aduc aminte de nimic, după cum a constatat Calude Lanzmann când a realizat filmul Shoah[24].

Referitor la stil, unii critici scriu despre slăbiciune stilistică, soluții stilistice de un gust îndoielnic, găsesc în carte barbarisme și multe anglicisme. Criticul Sylvain Bourmeau judecă estetica romanului ca fiind demnă de secolul al XIX-lea în loc să fie modernă, potrivită cu secolul al XXI-lea, ignorând înnoirea ei de către marii scriitori din secolul al XX-lea. Pentru criticul Christophe Kantcheff, limbajul romanului este nepotrivit cu subiectul, prea elevat pentru a reda abjecția. Pe de altă parte, criticul vede în roman prea mulți termeni tehnici, prea multe referințe istorice și informații despre soarta câte unui personaj cunoscut, ca și cum autorul ar fi vrut să pună în roman tot ce a găsit în cursul documentării sale. În această ordine de idei, istoricul Édouard Husson compară autorul cu un elev sârguincios, văzând unele pagini ale romanului ca pe niște fișe de lectură adăugate una după alta. După Peter Schöttler, majoritatea termenilor germani folosiți în roman sunt forțați sau eronați.
Din punct de vedere etic, unii critici văd la autor fascinație morbidă față de abject, de rău, de crimă. Pe de altă parte, acești critici cred că există riscul ca cititorul să se identifice cu naratorul sau cel puțin să aibă empatie față de el din cauza narațiunii la persoana I și a ideii că orice om poate să ajungă ca naratorul. Astfel romanul poate contribui la relativizarea caracterului dăunător al nazismului, a crimelor sale, la banalizarea răului. Tot contestabil din punct de vedere etic este considerat de către Dominique Viart recursul la mitologia greacă antică, deoarece aceasta oferă o explicație devenirii personajului prin fatalitatea destinului, împiedicând reflectarea la elementele sociale, economice, politice, culturale, individuale și colective care au făcut posibilă oroarea, precum și la responsabilitatea individului, deci într-un fel îl dezvinovățește.